# Juan José Jiménez Collar
Juan José Jiménez Collar (Cadice, 29 luglio 1957) è un ex calciatore spagnolo, di ruolo terzino.

## Caratteristiche tecniche
Terzino destro, si faceva notare in campo per la sua velocità, che lo avvantaggiava nell'uno contro uno con gli attaccanti avversari.

## Carriera

### Club
Cresce tra le file del Cadice, con cui debutta nella Segunda División ed ottiene una promozione nella Primera División. Debutta il 9 settembre 1978 contro il Real Madrid Castilla. L'anno successivo si mette in mostra attirando l'interesse del Real Madrid. Con le merengues gioca tre stagioni vincendo una Coppa UEFA.
Nel 1985 ritorna al Cadice, chiudendovi la carriera nel 1991 dopo altre sei stagioni nel massimo campionato spagnolo.

### Nazionale
Ha totalizzato quattro  presenze con la Nazionale di calcio spagnola, debuttando il 27 ottobre 1982 in Spagna-Islanda 1-0. È tuttora l'unico giocatore ad aver ricevuto una convocazione con le Furie Rosse vestendo la maglia del Cadice.

## Palmarès

### Club

#### Competizioni internazionali
- Coppa UEFA: 1

Real Madrid: 1984-1985